# Таврійське (Скадовський район)
Таврі́йське — село в Україні, у Голопристанській міській громаді Скадовського району Херсонської області. Населення становить 2089 осіб.
24 лютого 2022 року село тимчасово окуповане російськими військами під час російсько-української війни.

## Храми
- Храм Святого великомученика Степана УПЦ КП

## Населення
За переписом населення України 2001 року в селі мешкало 2079 осіб.

### Мова
Розподіл населення за рідною мовою за даними перепису 2001 року:
| Мова       | Відсоток |
| ---------- | -------- |
| українська | 82,48 %  |
| російська  | 16,71 %  |
| білоруська | 0,43 %   |
| молдовська | 0,29 %   |
| німецька   | 0,05 %   |